# Prosopis fiebrigii
Prosopis fiebrigii är en ärtväxtart som beskrevs av Hermann August Theodor Harms. Prosopis fiebrigii ingår i släktet Prosopis och familjen ärtväxter. Inga underarter finns listade i Catalogue of Life.